# Marvin Young
Marvin Young (Middelburg, 2 oktober 2005) is een Nederlands-Surinaams profvoetballer die doorgaans als centraleverdediger speelt. Hij brak in 2024 door vanuit de jeugd van Sparta Rotterdam. 

## Clubcarrière

### Jeugd
Young begon als negenjarige met voetballen bij SV Jong Ambon uit zijn geboortestad Middelburg, maar werd al na een aantal wedstrijden opgemerkt door Sparta Rotterdam. Na een paar wedstrijden spelen kwam hij al op de radar van de Rotterdamse club en werd hij gescout. Het advies was om nog een jaar bij Zeelandia Middelburg te spelen en daarna de stap te maken naar de club uit Rotterdam-West.  Vervolgens doorliep Young de hele jeugdopleiding van Sparta Rotterdam. Op 28 januari 2023 maakte hij zijn debuut voor Jong Sparta Rotterdam tegen Jong FC Volendam, dat uitkomt in de Tweede Divisie. In het seizoen 2023/24 was hij vanaf november basisspeler bij Jong Sparta.

### Sparta Rotterdam
Op 31 augustus liet trainer Jeroen Rijsdijk Young debuteren in het eerste elftal van Sparta. Hij viel één minuut in tegen Willem II. Vanaf 19 oktober was hij basisspeler onder Rijsdijk en later onder nieuwe trainer Maurice Steijn. In januari 2025 tekende hij zijn eerste contract voor Sparta, dat hem tot de zomer van 2029 vastlegde. Hij werd in maart verkozen tot Johan Cruijff Talent van de Maand. 
| Seizoen                   | Club             | Competitie     | Competitie | Competitie | Beker | Beker | Overig | Overig | Totaal | Totaal |
| Seizoen                   | Club             | Competitie     | Wed.       | Dlp.       | Wed.  | Dlp.  | Wed.   | Dlp.   | Wed.   | Dlp.   |
| ------------------------- | ---------------- | -------------- | ---------- | ---------- | ----- | ----- | ------ | ------ | ------ | ------ |
| 2022/23                   | Jong Sparta      | Tweede Divisie | 2          | 0          | –     | –     | –      | –      | 2      | 0      |
| 2023/24                   | Jong Sparta      | Tweede Divisie | 20         | 0          | –     | –     | –      | –      | 20     | 0      |
| 2024/25                   | Jong Sparta      | Tweede Divisie | 2          | 0          | –     | –     | –      | –      | 2      | 0      |
| 2024/25                   | Sparta Rotterdam | Eredivisie     | 26         | 0          | 2     | 0     | 0      | 0      | 28     | 0      |
| Totaal                    | Totaal           | Totaal         | 50         | 0          | 2     | 0     | 0      | 0      | 52     | 0      |
| Bijgewerkt op 1 juni 2025 |                  |                |            |            |       |       |        |        |        |        |

## Interlandcarrière
Young heeft een Nederlandse moeder en een Surinaamse vader, wat betekent dat hij voor beide landen zou kunnen uitkomen. In Suriname is hij al op de radar verschenen, hoewel hij al jeugdinterlands heeft gespeeld voor Nederland onder 18. 